# اقتحام ساحة الحبوبي
اقتحام ساحة الحبوبي هي مجموعة هجومات وقعت على ساحة الحبوبي مركز اعتصام وتظاهرات محافظة ذي قار التي اعتصم فيها المتظاهرون منذ 25 أكتوبر 2019 و كان الغرض منها فض الإعتصام وإنهاء التظاهرات وخلفت عشرات القتلى والجرحى و كان أول هجوم وقع على الساحة يوم 5 كانون الثاني 2020.

## تسلسل زمني

### الهجوم الأول
بعد اغتيال قائد فيلق القدس الإيراني قاسم سليماني مع نائب هيئةالحشد الشعبي أبو مهدي المهندس قامت مجموعة مسلحة بتشييع رمزي لقاسم سليماني وأبو مهدي المهندس وعند دخول الساحة قاموا بإطلاق الرصاص مما تسبب بمقتل المتظاهر (محمد سلمان الصالحي) و أصابة 7 آخرين.

### الهجوم الثاني
بعد هذا الهجوم منع متظاهرو الحبوبي مرور جنازة أبو مهدي المهندس هاجمت مجموعة مسلحة ساحة الحبوبي يوم 7 كانون الثاني 2020 تسببت بإصابة 8 متظاهرين وحرق عدد من الخيم.

### الهجوم الثالث
هاجمت مجموعة مسلحة ساحة الحبوبي فجر 27 كانون الثاني مما أسفر عن مقتل المتظاهر «حسن عبادي» وجرح 4 آخرين وحرق أكثر من 20 خيمة وبعد حرق الخيم قام المتظاهرون ببناء غرف بدلاً عن الخيم.

### الهجوم الرابع
هجوم قام به انصار التيار الصدري بحسب ما تناقلت به وسائل إعلامية الذي يرأسه القيادي الشيعي البارز مقتدى الصدر على خيم المتظاهرين السلميين في ساحة الحبوبي في مركز مدينة الناصرية عاصمة محافظة ذي قار جنوب العراق يوم الجمعة المصادف 27 تشرين الثاني - نوفمبر وذلك بعد صلاة الجمعة. أسفر الهجوم عن مصادمات دموية بين الطرفين وأدت هذه المصادمات إلى مقتل 8 من المتظاهرين في ساحة الحبوبي وجرح ما لا يقل عن 95 متظاهرا وادت كذلك إلى إحراق خيم المتظاهرين. وعلى إثر ذلك قام رئيس الوزراء العراقي مصطفى الكاظمي بإقالة قائد شرطة محافظة ذي قار العميد حازم محمد الوائلي من منصبه على خلفية الأحداث هذه وتعيين اللواء عودة الجابري و تم على إثر ذلك إعلان فرض حظر عام للتجوال في عموم المدينة على خلفية الاشتباكات بين الطرفين.